# 테오 스넬더르스
테오도뤼스 안토니위스 헤라르뒤스 스넬더르스(네덜란드어: Theodorus Antonius Gerardus Snelders, 1963년 12월 7일~)는 네덜란드의 전직 축구 선수로, 선수 시절 포지션은 골키퍼이다.

## 클럽 경력

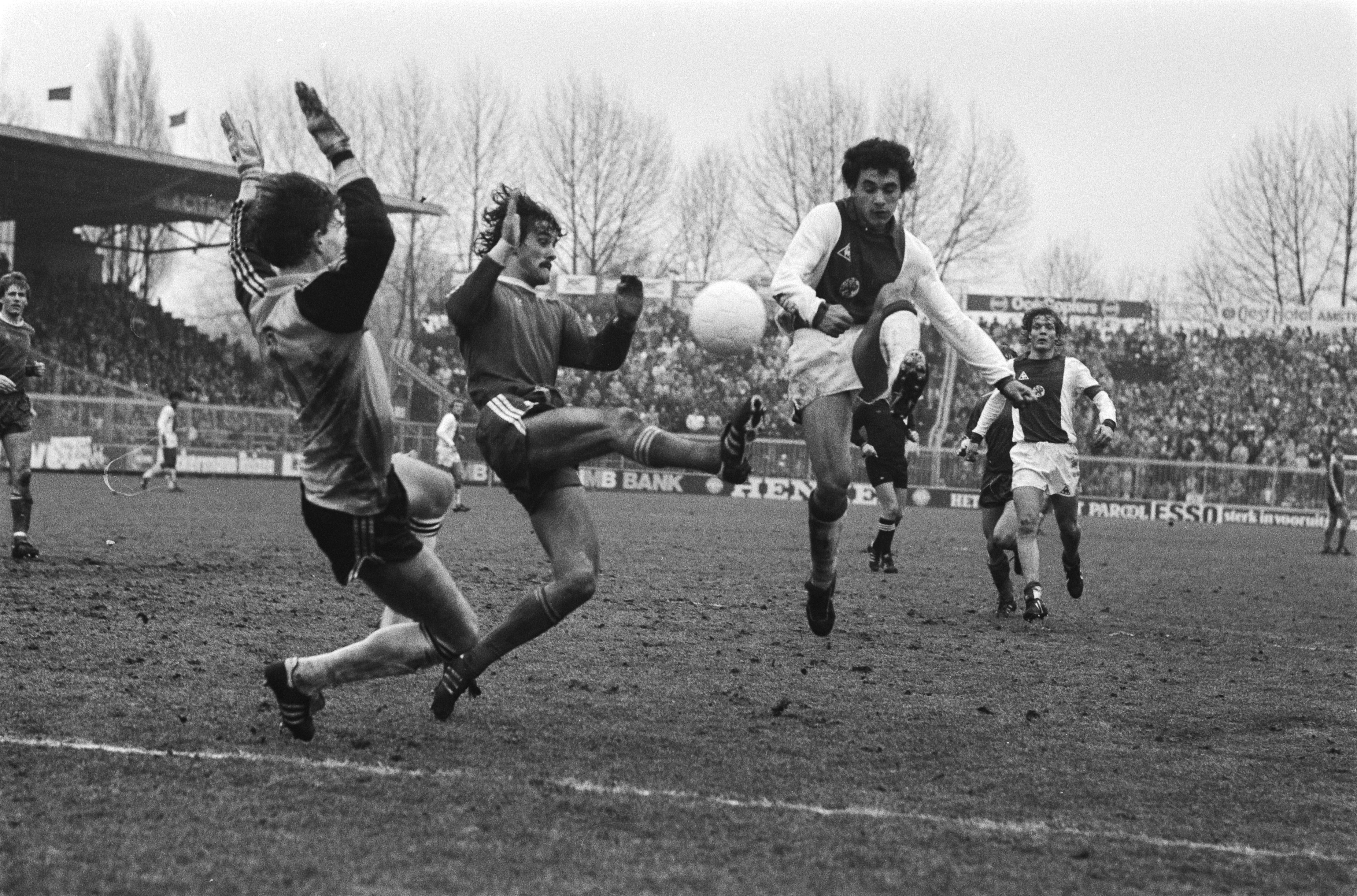
1982년, 아약스와 트벤터 간 경기에서 공격을 막아서는 18세의 스넬더르스(좌)

스넬더르스는 헬데를란트 주 베스테르보르트 출신이다. 그는 트벤터에서 신고식을 치렀지만, 현역 대부분을 스코틀랜드에서 보냈는데, 특히 1988년 여름에 £300,000에 이적한 이래 11년을 줄곳 스코틀랜드 무대에서 보냈다. 짐 레이턴의 공백을 훌륭히 메운 그는 피토드리 1년차를 훌륭히 보내며 1989년에 스코틀랜드 PFA 올해의 선수로 선정되었다. 그는 셀틱과의 스코티시컵 결승전 승부차기에서 상대 주자 안톤 로건을 막아세웠다.
1991년에 레인저스와의 경기에서 앨리 매코이스트와 충돌하여 광대뼈가 골절된, 그는 "레인저스"와의 그 해 5월 승자독식 경기에 출전하지 못했고, 그의 경험을 전수받던 신예 마이클 와트로는 0-2 패배를 막기에 역부족이었다. 스넬더르스는 애버딘 일원으로 스코티시 리그컵 결승전에서 레인저스를 이겼지만, 같은 상대를 맞이하여 1988년과 1992년, 그리고 1993년 결승전을 패했고, 소속 구단은 온전히 보낸 7년 중 5번의 리그를 준우승으로 마쳤다.
이 중 한 시즌은 우승을 노리지 않는 시즌이었는데,(1991-92 시즌) 스넬더르스는 경기 도중 폭력적인 행위로 퇴장되었다. 그의 퇴장으로 하이버니언의 키스 라이트가 앞서나갈 기회를 잡았고, 이 공은 관중석을 너머 경기장 밖으로 빠져나갔다. 그를 대신하여 수비수 브라이언 어빈이 선방했지만, 애버딘은 나중에 페널티 킥을 얻어 실축하고, 막판에 결승골을 헌납하여 패했다. 또다른 실망스러운 시즌(1994-95 시즌)은 플레이오프전 끝에 사상 첫 강등을 막을 시도였는데, 이는 물거품이 되었다. 그는 애버딘 소속으로 모든 대회 통틀어 290번의 경기에 출전했다.
애버딘 선수단에서 와트에 밀린 스넬더르스는 경쟁 구단인 레인저스로 1996년 초에 £300,000로 이적했다. 앤디 고람, 리오넬 샤르보니에, 그리고 슈테판 클로스의 후보로 엄두해 입단한 그는 글래스고 연고 구단 경기에 불과 18번 출전하는데 그쳤고,(네덜란드 아약스와의 챔피언스리그 2경기 출전) 1999년에 구단에서 방출되었다. 그는 1997년 12월 이래 레인저스 경기에 출전하지 못했다. 그는 MVV에서 2년을 보낸 뒤 은퇴하고 모국 네덜란드 트벤터의 골키퍼 코치가 되었다.

## 국가대표팀 경력
스넬더르스는 1983년 세계 청소년 선수권 대회에 네덜란드 선수단 일원으로 참가했다. 그가 출전한 유일한 성인 국가대표팀 경기는 1989년 3월 22일에 열린 소련과의 경기였다. 그는 이 경기에서 무실점으로 막아세우며 마르코 판 바스턴이 몸을 날려 머리로 넣은 선제골과 로날트 쿠만의 페널티킥 골에 힘입어 2-0 승리에 일조했다. 스넬더르스는 1994년 월드컵에 네덜란드 선수단 일원으로 참가했지만, 출전하지 못했다.

## 경력 통계

### 클럽
구단, 시즌, 및 대회별 출장 및 득점 기록
| 구단      | 시즌      | 리그                     | 리그 | 리그 | 컵   | 컵 | 리그컵 | 리그컵 | 유럽 | 유럽 | 합계 | 합계 |
| 구단      | 시즌      | 리그명                   | 출장 | 골   | 출장 | 골 | 출장   | 골     | 출장 | 골   | 출장 | 골   |
| --------- | --------- | ------------------------ | ---- | ---- | ---- | -- | ------ | ------ | ---- | ---- | ---- | ---- |
| 트벤터    | 1980-81   | 에레디비시               | 4    | 0    | -    | -  | -      | -      | -    | -    | 4+   | 0+   |
| 트벤터    | 1981-82   | 에레디비시               | 15   | 0    | -    | -  | -      | -      | -    | -    | 15+  | 0+   |
| 트벤터    | 1982-83   | 에레디비시               | 17   | 0    | -    | -  | -      | -      | -    | -    | 17+  | 0+   |
| 트벤터    | 1983-84   | 에이르스터 디비시        | 32   | 0    | -    | -  | -      | -      | -    | -    | 32+  | 0+   |
| 트벤터    | 1984-85   | 에레디비시               | 34   | 0    | -    | -  | -      | -      | -    | -    | 34+  | 0+   |
| 트벤터    | 1985-86   | 에레디비시               | 35   | 0    | -    | -  | -      | -      | -    | -    | 35+  | 0+   |
| 트벤터    | 1986-87   | 에레디비시               | 34   | 0    | -    | -  | -      | -      | -    | -    | 34+  | 0+   |
| 트벤터    | 1987-88   | 에레디비시               | 28   | 0    | -    | -  | -      | -      | -    | -    | 28+  | 0+   |
| 트벤터    | 합계      | 합계                     | 199  | 0    | -    | -  | -      | -      | -    | -    | 199+ | 0+   |
| 애버딘    | 1988-89   | 스코티시 프리미어 디비전 | 36   | 0    | 5    | 0  | 5      | 0      | 2    | 0    | 48   | 0    |
| 애버딘    | 1989–90   | 스코티시 프리미어 디비전 | 23   | 0    | 2    | 0  | 5      | 0      | 2    | 0    | 32   | 0    |
| 애버딘    | 1990–91   | 스코티시 프리미어 디비전 | 20   | 0    | 1    | 0  | 4      | 0      | 2    | 0    | 27   | 0    |
| 애버딘    | 1991–92   | 스코티시 프리미어 디비전 | 42   | 0    | 1    | 0  | 2      | 0      | 2    | 0    | 47   | 0    |
| 애버딘    | 1992–93   | 스코티시 프리미어 디비전 | 41   | 0    | 6    | 0  | 5      | 0      | 0    | 0    | 52   | 0    |
| 애버딘    | 1993–94   | 스코티시 프리미어 디비전 | 33   | 0    | 3    | 0  | 3      | 0      | 4    | 0    | 43   | 0    |
| 애버딘    | 1994–95   | 스코티시 프리미어 디비전 | 26   | 0    | 2    | 0  | 3      | 0      | 2    | 0    | 33   | 0    |
| 애버딘    | 1995–96   | 스코티시 프리미어 디비전 | 7    | 0    | 0    | 0  | 2      | 0      | 0    | 0    | 9    | 0    |
| 애버딘    | 합계      | 합계                     | 228  | 0    | 20   | 0  | 29     | 0      | 14   | 0    | 291  | 0    |
| 레인저스  | 1995-96   | 스코티시 프리미어 디비전 | 2    | 0    | 0    | 0  | 0      | 0      | 0    | 0    | 2    | 0    |
| 레인저스  | 1996-97   | 스코티시 프리미어 디비전 | 4    | 0    | 0    | 0  | 1      | 0      | 2    | 0    | 7    | 0    |
| 레인저스  | 1997-98   | 스코티시 프리미어 디비전 | 7    | 0    | 0    | 0  | 1      | 0      | 1    | 0    | 9    | 0    |
| 레인저스  | 1998-99   | 스코티시 프리미어십      | 0    | 0    | 0    | 0  | 0      | 0      | 0    | 0    | 0    | 0    |
| 레인저스  | 합계      | 합계                     | 13   | 0    | 0    | 0  | 2      | 0      | 3    | 0    | 18   | 0    |
| MVV       | 1999-00   | 에레디비시               | 27   | 0    | -    | -  | -      | -      | -    | -    | 27+  | 0+   |
| MVV       | 2000-01   | 에이르스터 디비시        | 11   | 0    | -    | -  | -      | -      | -    | -    | 11+  | 0+   |
| MVV       | 합계      | 합계                     | 38   | 0    | -    | -  | -      | -      | -    | -    | 38+  | 0+   |
| 경력 합계 | 경력 합계 | 경력 합계                | 478  | 0    | 20+  | 0+ | 31+    | 0+     | 17+  | 0+   | 546+ | 0+   |

### 국가대표팀
| 국가대표팀 | 연도 | 출장 | 골 |
| ---------- | ---- | ---- | -- |
| 네덜란드   | 1989 | 1    | 0  |
| 합계       | 합계 | 1    | 0  |

국가대표팀 경기
| # | 날짜            | 장소       | 홈 팀    | 최종 결과 | 원정팀 | 대회      | 득점 | 비고 |
| - | --------------- | ---------- | -------- | --------- | ------ | --------- | ---- | ---- |
| 1 | 1989년 3월 22일 | 에인트호번 | 네덜란드 | 2 - 0     | 소련   | 친선 경기 | -    |      |

## 수상
애버딘
- 스코틀랜드 풋볼 리그 프리미어 디비전 준우승 1988–89, 1989–90, 1990–91, 1992–93, 1993–94
- 스코티시컵
  - 우승: 1989–90
  - 준우승: 1992–93
- 스코티시 리그컵
  - 우승: 1989–90
  - 준우승: 1988–89

레인저스
- 스코티시 리그컵: 1996–97